# Bruno Fert
Bruno Fert est un photographe documentaire français né le 25 janvier 1971 à Boulogne Billancourt.
Il est lauréat de plusieurs prix et l’auteur de livres de photographies sur les réfugiés et la migration.

## Biographie

### Carrière
Depuis 2001, les photographies de Bruno Fert sont publiées dans Le Monde, L'Obs ou NZZ am Sonntag,.
En 2013, il obtient la bourse de soutien à la photographie documentaire contemporaine du Centre national des arts plastiques pour réaliser le projet Les Absents. Cette série de photographies montre les vestiges de villages arabes en Israël dont les habitants ont été chassés par le premier conflit israélo-palestinien en 1948,. Pour Elias Sanbar, auteur de la préface du livre Les Absents, « L’une des forces du projet de Bruno Fert réside dans ce parti pris: se contenter de voir pour que d’autres voient. »,. 
La série Les Absents est exposée à la galerie libraire La Chambre Claire pour Mois de la photo 2013 puis en Israël, à l'Institut français de Jérusalem,. L'exposition Les Absents est par la suite exposée à de nombreuses reprises en France.
À partir de 2016, Bruno Fert photographie les intérieurs dans lesquels vivent les populations migrantes en Europe. Le projet, intitulé Itinéraires intérieurs, est exposé pour la première fois en 2016 au Point Éphémère à Paris. Rebaptisées Refuge, ces images obtiennent le Prix de Photographie Marc Ladreit de Lacharrière 2016, Académie des beaux-arts en 2016.
En 2020 le musée de l'Histoire de l'immigration intègre plusieurs œuvres de Bruno Fert à sa collection permanente.

## Prix et distinctions
- 2007 : World Press Photo, troisième prix dans la catégorie Sujets contemporains[19].
- 2013 : Fonds d’aide à la création photographique documentaire contemporaine pour Les Absents[20].
- 2013 : Prix Roger-Pic, Société Civile des Auteurs Multimédia, pour Les Absents.
- 2015 : Prix du Personnel de la Collection Neuflize Vie pour Les Absents[21],[22]
- 2016 : Prix Marc Ladreit de Lacharrière – Académie des beaux-arts pour Refuge[23].
- 2020 : Finaliste du Amnesty International UK Media Awards (en) avec Refuge[24].

## Livres monographiques
- Les Absents. Préface d’Elias Sanbar. Éditions Le Bec en L’Air, 2016[25]
- Aldar (La maison), Institut français de Jérusalem, 2016.
- Refuge, préface d’Eric Pliez et Mikael Neuman. Éditions Autrement, 2019[26]